# 欧金尼娅·戈莱亚
欧金尼娅·戈莱亚（羅馬尼亞語：Eugenia Golea，1971年3月10日—），罗马尼亚前女子竞技体操运动员。她曾代表罗马尼亚获得1988年夏季奥运会体操比赛女子团体全能银牌。